# مردم یوکاگیر
مردم یوکاگیر (انگلیسی: Yukaghir people) مردم بومی سیبری در خاور دور روسیه هستند که در حوضه آبریز رود کولیما زندگی می‌کنند.